# Chambre des représentants du Massachusetts
193e législature
Massachusetts State House, Boston
La Chambre des représentants du Massachusetts (en anglais : Massachusetts House of Representatives) est la chambre basse de la Cour générale du Massachusetts, l'organe législatif de l'État américain du Massachusetts. Elle est composée de 160 membres élus pour deux ans, provenant d'un nombre équivalent de districts électoraux de l'État. La Chambre se réunit dans la Massachusetts State House à Boston.

## Représentation
Historiquement, les représentants étaient répartis par localités à raison d'un représentant pour 150 habitants. Ce qui conduisit à une Chambre comptant 749 membres en 1812 (dont 214 pour le District du Maine qui deviendra l'État du Maine en 1820). La Chambre comptait quand même toujours 635 Représentants en 1837. Ce système de répartition a été changé pour le système actuel au cours du XXe siècle. Jusqu'en 1978 cependant, la Chambre comportait 240 membres, certains districts comptant plusieurs Représentants. Depuis l'amendement de la Constitution du Massachusetts de 1974, chaque district, comptant environ 40 000 habitants, n'élit plus qu'un seul représentant. Les districts sont généralement inclus au sein d'un comté, bien que certains districts soient à cheval sur plus d'un comté.

## Sources
- State Library of Massachusetts, The Massachusetts State House. Boston, 1953. (OCLC 4909126)